# Konkordienkirche w Mannheimie
Konkordienkirche, znany również jako Citykirche Konkordien – protestancka świątynia znajdująca się w niemieckim mieście Mannheim, w kraju związkowym Badenia-Wirtembergia.

## Historia
Kościół wzniesiono w 1685 dla francuskich i niemieckich kalwinistów, konieczność odprawiania nabożeństw w dwóch językach skutkowała nietypowym kształtem budowli – były to właściwie dwa kościoły złączone wieżą. Forma budynku stanowiła inspirację dla projektantów pobliskiego ratusza, który właśnie poprzez wieżę łączy się z sąsiednim kościołem św. Sebastiana. Kościół spłonął już w 1689 roku, podczas  wojny palatynackiej. Po przeniesieniu do Mannheimu siedziby dworu elektorskiego budynek służył jako hala sportowa do gry w jeu de paume. W 1739 wieżę przykryto prowizorycznym dachem oraz przebudowano francuską część świątyni. Budowla powróciła do funkcji sakralnej. W 1795 miasto zostało zajęte przez Francuzów, a świątynia została zniszczona przez ostrzał wojsk austriackich. Odbudowano jedynie niemiecką część, ponieważ francuscy wierni w większości znali już język niemiecki, więc odbudowa obu naw nie była konieczna. W 1824 na miejscu części francuskiej wzniesiono budynek szkoły wg. projektu Jacoba Friedricha Dyckerhoffa. W 1893 nadbudowano wieżę kościelną, dzięki czemu osiągnęła ona obecną wysokość. W latach 1914–1917 gmach uczelni został przebudowany w stylu neobarokowym pod okiem Richarda Perreya. W latach 20. XX wieku patronem szkoły został Joseph Anton Sickinger, reformator niemieckiego szkolnictwa. Kościół i uczelnia zostały poważnie zniszczone podczas II wojny światowej, jedynie wieża pozostała nienaruszona. Świątynię odbudowano w latach 1949-1952 wg. projektu Maxa Schmechela. Od 27 stycznia 1989 w budynku szkoły swoją siedzibę ma uczelnia Mozartschule.

## Architektura i wyposażenie
Świątynia barokowa, o układzie halowym, z emporami w nawach bocznych. Wnętrze po II wojnie światowej odbudowano w stylu modernistycznym. Wieża kościoła ma wysokość 88 metrów, co czyni ją najwyższą wieżą kościelną miasta.
Organy wykonano w 1959 roku w warsztacie Weigle w Echterdingen, posiadają 3926 piszczałek zgrupowanych w 51 głosów, 4 manuały i pedał. Na wieży kościoła zawieszonych jest 5 dzwonów, najstarszy z nich, Wallonenglocke, odlano w 1663 roku.

## Galeria

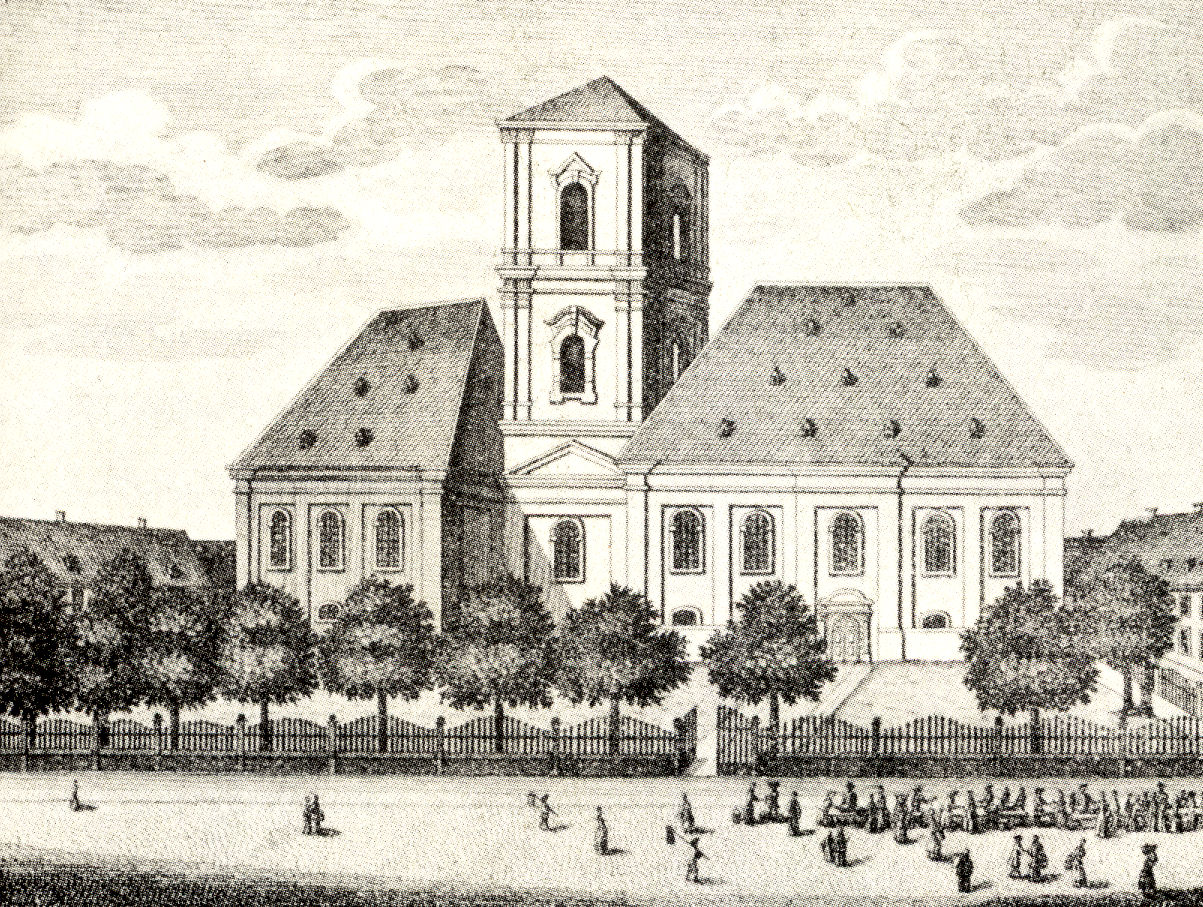
Kościół w 1782 roku
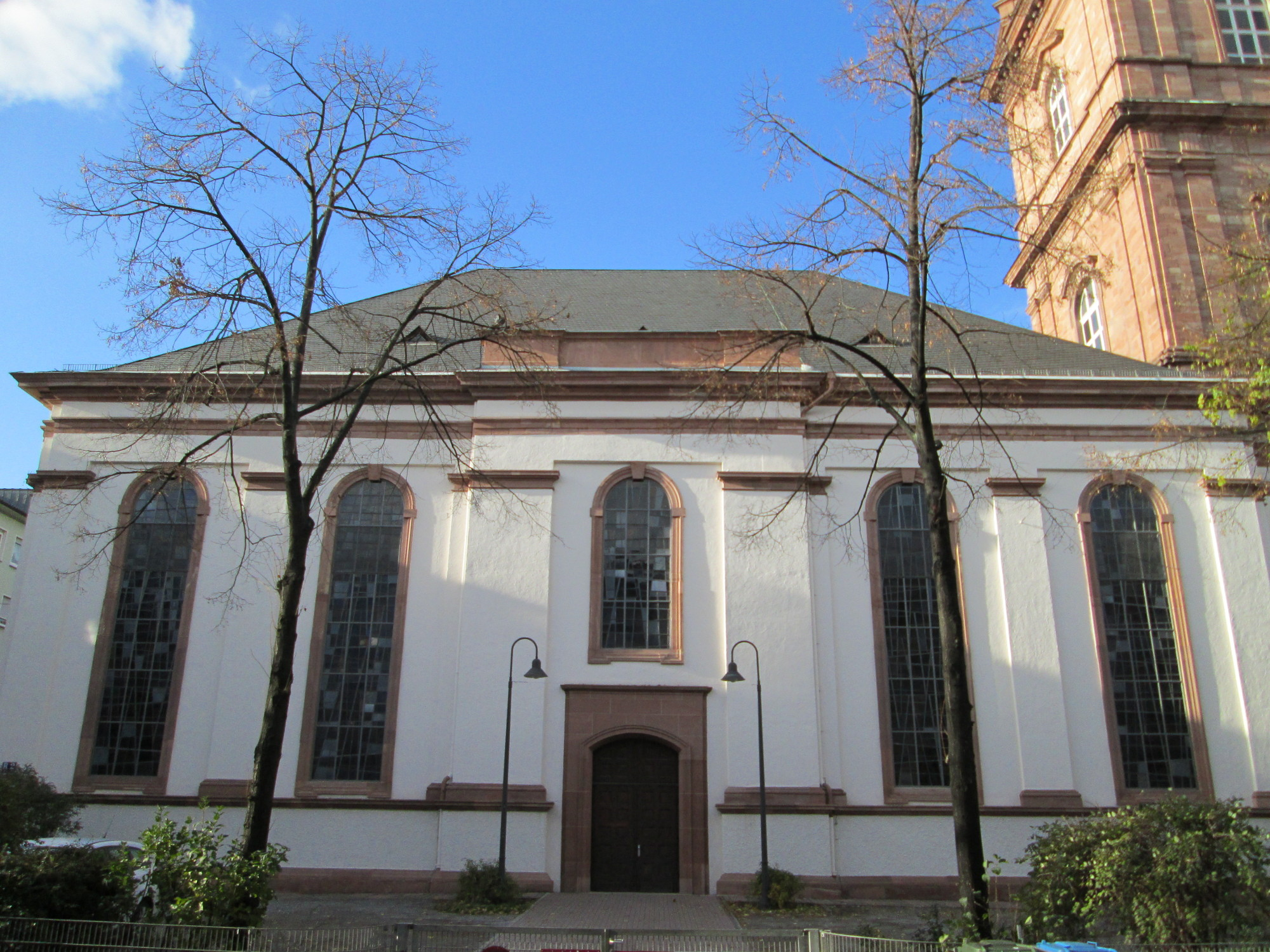
Południowo-wschodnia elewacja
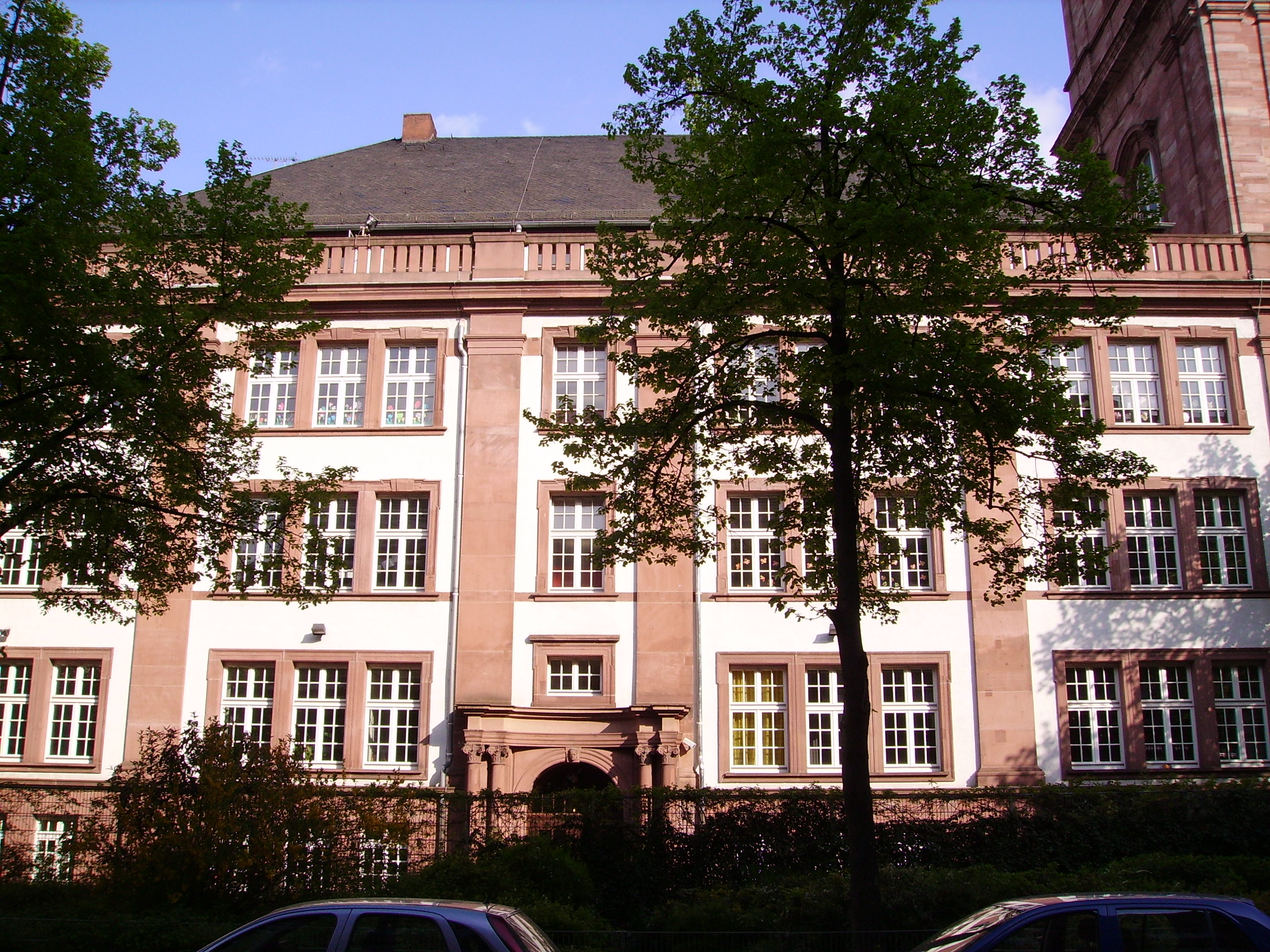
Budynek szkoły
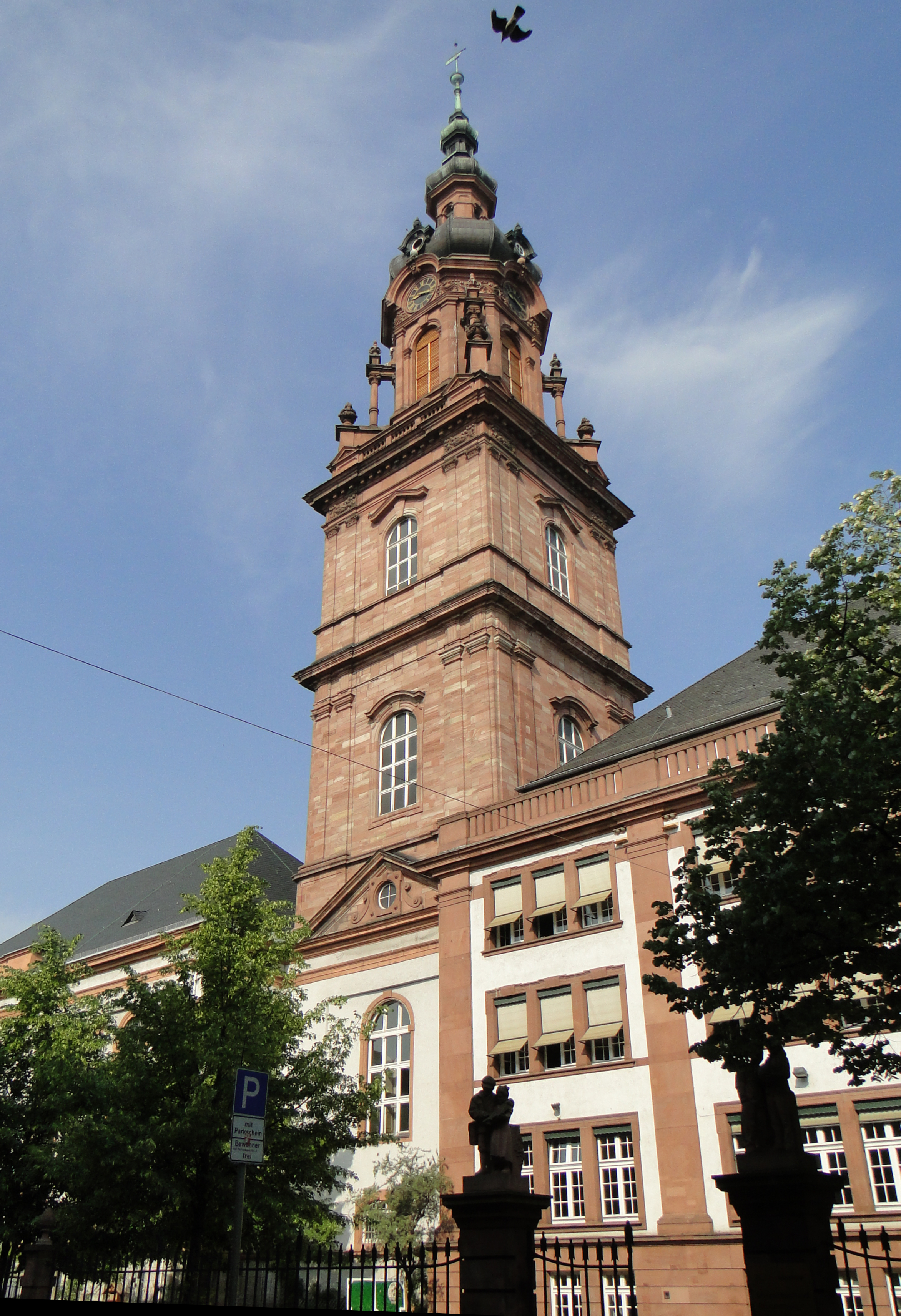
Wieża
Wnętrze
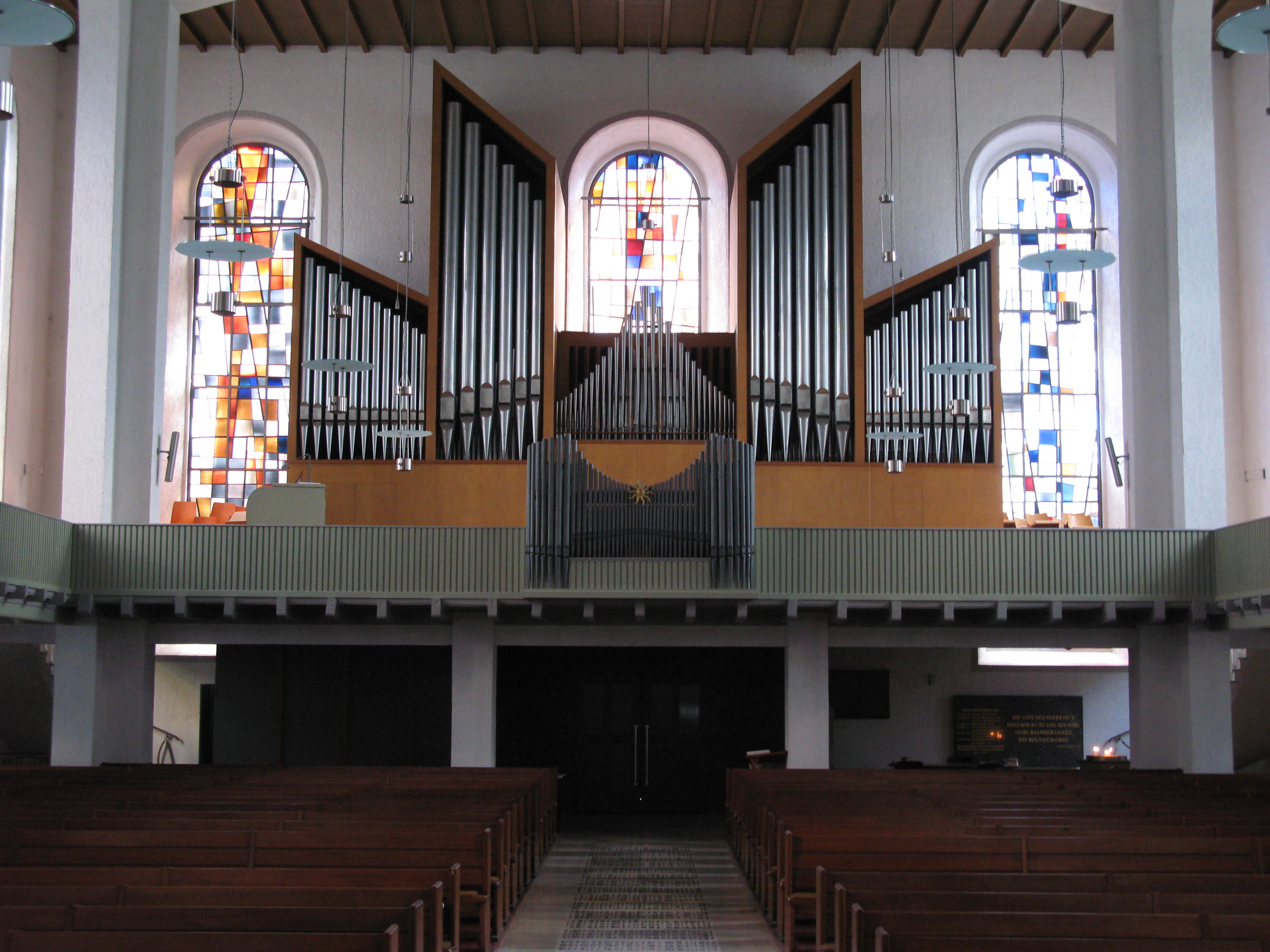
Organy